# Fundação Divina Pastora
A Fundação Divina Pastora (sigla: F.D.P.) foi criada pelo Sr. Plinio Tude de Souza e a Sra. D. Isabel Fernandes Tude de Souza em 15 de fevereiro de 1936. Conforme o Testamento de Doação, é uma entidade filantrópica, sem fins lucrativos, sediada na Fazenda Jequitibá, B. Indaí, Município Mundo Novo, Bahia, CEP 44.800-000. Inscrita no CNPJ 14.815.153/0001-00.

## História
Até a data de 1902 existia a antiga Fazenda Varejo, que em 21 de janeiro de 1903 passou a se chamar Fazenda Jequitibá. Até 1936 era uma propriedade particular pertencente ao casal Plínio e Isabel que, sendo de almas nobres e generosas, transformou-a em patrimônio a serviço do bem comum em 15 de fevereiro de 1936, mediante Testamento pessoal registrado em cartório na Capital Salvador, criando assim a Fundação Divina Pastora e indicando os possíveis responsáveis para a gestão da mesma, onde a Ordem Cisterciense foi a contemplada.

Entre as razões que levaram o Sr. Plínio Tude a tomar essa decisão de destinar parte de seus bens em Testamento e depois, imediatamente após sua morte, a viúva Sra. Isabel Tude a executá-lo e permanecer como tutora nos inícios da Fundação, certamente se relaciona com as ideias progressistas aliadas a uma "política de ação" do grupo ao qual eles faziam parte, visando o desenvolvimento econômico do Estado e almejando o avanço também para a região do semiárido. Plínio Tude chegou a ser o Presidente da Associação Comercial Baiana em duas gestões – de 1926 a 1928 –, em mandatos consecutivos na Capital. A criação da Fundação era um meio para preparar o homem do campo nessa busca do desenvolvimento. Associado a este intuito está o desejo da perpetuidade do bem na prática da caridade cristã, deixando para a posteridade um legado instituído oficialmente, através da doação de parte de seu patrimônio na constituição da F.D.P.
Declaro que tendo eu e minha mulher Dona Izabel Fernandes Tude de Souza nascidos na zona sertaneja, onde possuímos grande parte de nossos bens e onde por anos vivemos contentes e com felicidade, é nosso desejo beneficiar a referida zona, o que ora fazemos neste nosso testamento, criando a “Fundação Divina Pastora”. Assim lego à mesma Fundação Divina Pastora, aqui instituída, a fazenda de engorda denominada “Jequitibá”, no município de Mundo Novo, com todas as benfeitorias, gado, etc. e tudo mais que nela existir ao tempo de abrir-se a sucessão, para na mesma fazenda ser criada a escola de ensino primário rural [...]. Nesses estabelecimentos exigimos que seja dado o ensino do catecismo e seja ensinada e divulgada a nossa Santa Religião Católica Apostólica Romana, como base primordial da referida Fundação Divina Pastora. [...] E para que seja bem executado este testamento confiamos em Deus e peço às justiças do Brasil se façam cumprir fielmente e inteiramente o meu testamento.
Levando em consideração o que está determinado no Testamento, interpretado e adequado conforme a legislação vigente para as Fundações, é que se estabelecem os objetivos do Estatuto que estrutura e dirige atualmente a F.D.P. No artigo 2, deste Estatuto lê-se:
“A Fundação Divina Pastora tem como natureza ser uma instituição filantrópica tendo como objetivos beneficentes, formar pessoas nas áreas de educação profissionalizante, formação religiosa, de assistência social, assistência agropecuária e preservação ambiental”.
Ela é regida por três conselhos com funções bem definidas: Conselho Curador, Conselho Diretor e Conselho Fiscal.
Em 12 de dezembro de 1936, encontra-se o primeiro Registro da F.D.P. em Cartório, onde ela já ganha sua expressão JURÍDICA e PÚBLICA. Neste início foi governada pelos monges Beneditinos de Salvador até 09 de novembro de 1938, quando voltaram para o seu Mosteiro na Capital. Também neste mesmo ano, a 10 de janeiro, foi lançada a pedra fundamental para a construção do Mosteiro de Jequitibá, ainda ligado aos Beneditinos, que logo retornaram definitivamente para Salvador. Em 29 de maio de 1939 obtiveram a licença do Arcebispo de Salvador para que a F.D.P. e o Mosteiro nascente passassem para a Ordem de Cister.
Assim sendo, D. Hugo Bressane, então bispo da Diocese de Bonfim, onde estava situada a Fundação, foi o mediador no processo e facilitou, em maio de 1939, a chegada dos monges Cistercienses em Jequitibá, vindos da Abadia de Schlierbach, na Áustria, cujo Abade era D. Aloísio Wiesinger, O. Cist., que apoiou e enviou vários outros monges de seu Mosteiro para que se estabelecesse a fundação de uma nova comunidade monástica. Finalmente, o próprio abade Aloísio veio para a fundação do novo Mosteiro e permaneceu por sete anos. Depois voltou à Áustria e lá finalizou os seus dias. O Pe. Antônio Moser foi o responsável para receber o patrimônio em forma de doação e também assumiu o protagonismo da vida da comunidade monástica como Prior nos primeiros anos e, posteriormente, em 01 de outubro de 1950, tornou-se seu Abade. Desde sua chegada, foi o responsável pela F.D.P. estando à frente do projeto, no governo das mesmas entidades – Mosteiro e Fundação –, até 16 de junho de 1996 quando completou seu Jubileu de Ouro de governo e renunciou. Faleceu em 30 de julho de 2003.

## Educação
A Escola Primária Santa Isabel foi criada pela F.D.P. no início da década de 1940, na Fazenda Jequitibá. O prédio e todo o espaço onde funciona a Escola é propriedade da F.D.P. Está cedida ao Município de Mundo Novo e, através da Secretaria da Educação, a Prefeitura assume os encargos dos Professores e os custos de manutenção do prédio. Acolhe crianças da Fazenda Jequitibá, da cidade Mundo Novo e de toda a região para a formação de ensino fundamental.
A Escola Técnica Família Agrícola Divina Pastora (ETFA-DIP) funciona no prédio cedido pela F.D.P., desde sua fundação em 04 de março de 2008, num regime de parceria conveniada com a Prefeitura Municipal e o Governo Estadual, através da esfera do ensino do campo junto ao Ministério da Educação, os quais assumem os encargos dos Professores e dos outros funcionários de administração, e a F.D.P. se responsabiliza pelos custos de manutenção do prédio, a energia e complementos alimentares, como por exemplo: a feira, o leite, a carne bovina e outros cereais não fornecidos pela Cesta da Prefeitura, bem como a assistência com funcionários da F.D.P. na preparação da terra para plantio e outros serviços, quando necessário. Anexo ao edifício, inteiramente sob a responsabilidade da Direção da Escola, encontra-se disponível uma grande extensão de terras da F.D.P., cedidas para o cultivo de uma horta, com um acervo de ferramentas suficientes para a experiência dos alunos nas aulas práticas; uma pocilga para criação de porcos; um pequeno aprisco para caprinos e ovinos para o manejo experiencial dos alunos; um barracão de almoxarifado; um galinheiro e anexo, um pequeno piquete para as galinhas; um estábulo de animais com um piquete de 05 tarefas de pasto, com acesso a uma aguada.

## Obras Sociais
Além dessas atividades educacionais, a F.D.P. colaborou com 21 famílias na Fazenda Jequitibá para a construção de casas de alvenaria com quintal, água e luz, com qualidade e o mínimo de estrutura para uma boa convivência familiar. 
Mencionamos ainda a assistência médica odontológica à Jequitibá e região realizada gratuitamente pelo Monge Pe. Dr. João Franz Gattermeyer, que chegou em 1963 e permaneceu até 1970. Sete anos de intenso trabalho, auxiliado por duas enfermeiras diplomadas que também vieram da Áustria. Pela prática do cotidiano, Dr. João instruiu a jovem brasileira Maria Paula, que deu continuidade aos trabalhos assistenciais após seu retorno à Áustria. Hoje, ela é popularmente conhecida como Tia Paula. Trabalhou incansavelmente durante 29 anos, até 2005, prestando grande benefício gratuitamente ao povo, custeados pela F.D.P. Dedicou-se a serviços gerais de saúde, no atendimento no Ambulatório.
O Mosteiro de Jequitibá e a F.D.P. colaboraram com a doação de terras para um Projeto de construção de 20 casas. Sendo 10 casas na Fazenda Jequitibá, sendo a terra proveniente de doação por parte da F.D.P., com anuência do Ministério Público. 
Dentre as atividades de cunho social da F.D.P., está uma oficina mecânica situada na Fazenda Jequitibá, ainda em funcionamento, que além de atender à própria Fundação, também é aberta ao povo, cujos preços são reduzidos ou apenas atribuído uma taxa simbólica.
A F.D.P. também viabiliza um projeto social através de reforma de pastos cansados ou degradados. Mediante contrato temporário de utilização da terra. Ela prepara o pasto em questão, isto é, roçar, passa o arado e a grade na terra. O interessado faz o plantio da roça de feijão e milho, tendo como compromisso manter a área limpa, dar a semente e semear o capim. A Fundação não recebe produção, que é inteiramente daqueles que plantam. Após a colheita a pessoa devolve a terra à Fundação, já empastada.
Entre os Projetos de benefício social e educacional em andamento, e outros já finalizados, um dos grandes empreendimentos das Entidades já mencionadas foram as "reformas agrárias” não governamentais, mas institucionais, realizadas conforme o bom senso e as possibilidades dos gestores e dos monges cooperadores, com a anuência da comunidade monástica e quando necessário, também do Ministério Público, levados em frente sob forma de Projetos, isto é, com um plano delimitado para o desenvolvimento, por intermédio do Mosteiro e da F.D.P. Para a realização de tais Projetos, foram criadas as Associações. As Associações criadas e, direta ou indiretamente ligadas ao Mosteiro ou à F.D.P., têm como objetivo único uma boa convivência social, respaldada em valores humanos e cristãos, éticos e morais e, sobretudo, a partir desse ideal, a busca da sobrevivência familiar e comunitária de forma mais agradável, justa e digna. Sendo assim, os responsáveis pelas mesmas pensaram em todo um processo de criação e implantação que atendesse a esses objetivos.

## Considerações
É importante ressaltar que a Fundação Divina Pastora, através do governo de seus gestores, não doou o seu Patrimônio, mas usou de seu prestígio e de sua legitimidade para somar forças e encaminhar Projetos que foram atendidos com sucesso. O seu trabalho consistiu no despertar humanitário, na consolidação de um compromisso comunitário e social, buscando a cooperação mútua, o respeito e o desenvolvimento familiar no atendimento do essencial e do bem estar humano e espiritual dos mais próximos.
O Mosteiro Cisterciense de Jequitibá foi o grande parceiro nas relações, realizando mediações nos diferentes aspectos. Arrecadou fundos próprios pela realização de seus trabalhos, buscou também em outras fontes no Brasil e no exterior e investiu comunitariamente, criando Associações e ajudando as famílias a encaminharem a sua sobrevivência através de seus próprios esforços e trabalhos.

Os responsáveis pela F.D.P. e pelo Mosteiro, agiram de forma humanitária e cristã, como um testemunho coerente, a partir do Evangelho e do Testamento de doação do Sr. Plínio Tude, que colocava a Religião Católica como fundamento da Fundação e de suas atividades:
“[...] Nesses estabelecimentos exigimos que seja dado o ensino do catecismo e seja ensinada e divulgada a nossa Santa Religião Católica Apostólica Romana, como base primordial da referida Fundação Divina Pastora.".